# 小行星2282
小行星2282（2282 Andrés Bello）是一颗绕太阳运转的小行星，为主小行星带小行星。该小行星于1974年3月22日发现。
该小行星以于拉丁美洲著名学者安德烈斯·贝略命名。

## 轨道参数
小行星2282的轨道半长轴为2.2034855 UA，离心率为0.079。